# Філіппов Анатолій Петрович
Анатолій Петрович Філіппов (* 29 листопада 1899, Глухівці — 23 квітня 1978, Харків) — український учений у галузі прикладної математики і механіки, відомий педагог. Засновник української наукової школи механіків-енергомашинобудівників, що досліджує питання механіки твердого тіла. Академік АН УРСР, лауреат Державної премії, заслужений діяч науки і техніки України.

## Біографія
Народився на Вінниччині в селі Глухівці в сім'ї залізничника. У 1920 році закінчив Харківський технологічний інститут, а у 1922 році — фізико-математичний факультет Харківського університету, де потім проходив аспірантуру на кафедрі академіка С. Н. Бернштейна. З 1930 року працював у вищих навчальних закладах, у 1939 році отримав звання професора.
З 1930-х років займався науковою діяльністю в галузі механіки, коливань і міцності конструкцій у Харківському науково-дослідному інституті споруд та Інституті математики і механіки при Харківському університеті. Питаннями механічних коливань в Україні до створення АН України майже не займались. Серед досліджень з питань коливання пружних систем праці А. П. Філіпова, узагальнені в монографії «Методи розрахунку споруд на коливання» (1941), посідають значне місце.
З початком Німецько-радянської війни вступив до лав діючої армії, а з 1943 року до кінця війни працював в оборонній промисловості.
З 1946 року був куратором Харківського філіалу Інституту теплоенергетики АН України, з 1954 року — лабораторії гідромашин АН України. Продовжував вести дослідницьку роботу, основними напрямками якої були — прикладна теорія пружності, теорія коливань механічних систем, питання удару в пружній та пружно-пластичній областях, вплив руху вантажів на конструкції, оптимізація на конструкції, оптимізація елементів конструкцій.
У 1948 році здобув ступінь доктора технічних наук, захистивши дисертацію на тему «Коливання пружних систем». У цьому ж році очолив Харківський філіал Інституту технічної теплофізики АН України, на базі якого було створено Інститут проблем машинобудування АН УРСР. У 1972—1978 роках очолював Відділ нестаціонарних механічних процесів Інституту проблем машинобудування. Одночасно з 1948 по 1961 рік завідував кафедрою Харківського політехнічного інституту.
У 1945 році був обраний членом-кореспондентом, а в 1967 року — дійсним членом АН України. У 1968 році отримав звання Заслуженого діяча науки і техніки України.
Подальші дослідження А. П. Філіпова в галузі коливань стержньових і пластичних систем викладені ним в монографіях «Коливання пружних систем» (1954), «Коливання механічних систем» (1965), «Коливання деформованих систем» (1970).
Помер 23 квітня 1978 року, був похований у Харкові.

## Наукові праці
Автор понад 130 наукових праць, серед яких близько 10 монографій. Основні праці:
- Методы расчета сооружений на колебания. – М.; Л.: Госстройиздат, 1940 [обл.: 1941]. – 232 с.
- Коливання пружних систем. — К.: Вид-во АН УРСР, 1955.
- Коливання механічних систем. — К.: Наук.думка, 1965. — 716 с.
- До питання про визначення критичних швидкостей валів, що мають нелінійні опори / Співавт. Є. Г. Голосков // Динаміка та міцність машин: Зб.-1965.-№ 1
- Нестаціонарні коливання механічних систем / Співавт. Є. Г. Голосков. — К.: Наук. думка, 1966. — 336 с.
- Динамічний вплив рухомих навантажень на стержні / Співавт. С. С. Кохманюк.- К.: Наук. думка, 1967. — 132 с.
- Колебания деформируемых систем / Изд. 2-е, исправл. и доп. – М.: Машиностроение, 1970. – 736 с.
- Воздействие динамических нагрузок на элементы конструкций / Співавт.: С.С. Кохманюк, Ю.С. Воробьев. – К.: Наук. думка, 1974. – 176 с.
- Деформирование элементов конструкций под действием ударных и импульсных нагрузок / Співавт.: С.С. Кохманюк, Е.Г. Янютин. – К.: Наук. думка, 1978. – 183 с.

## Громадська діяльність
Неодноразово обирався депутатом Харківської міської і обласної Рад депутатів трудящих, членом Президії і заступником голови Харківської обласної Ради науково-технічних товариств, членом національного комітету з теоретичної і прикладної механіки колишнього Союзу.